# Pierre Michel
Pierre Michel, nasceu em Toulon, em 11 de junho de 1942, é um professor e um académico especializado no escritor francês Octave Mirbeau.
Filho do historiador Henri Michel, depois de ter defendido uma tese sobre a obra de Octave Mirbeau na Universidade de Angers, em 1992, fundada um ano depois, a “Société Octave Mirbeau”, do qual ele é o presidente. Também ele é o fundador e editor da revista Cahiers Octave Mirbeau.
Biógrafo de Mirbeau, publicou uma edição crítica de toda a sua obra: romances, peças, artigos e correspondência. 
Em outubro de 2003, foi recompensado com o prémio Sévigné, para a edição do primeiro volume da sua Correspondance générale.

## Obras
- (em francês) Octave Mirbeau, l'imprécateur au cœur fidèle, biografia, Paris : Séguier, 1990. ISBN 9782877361620
- (em francês) Alice Regnault, épouse Mirbeau : “le sourire affolant de l'éternelle jeunesse”, Reims, À l'écart, 1994.
- (em francês) Les Combats d’Octave Mirbeau, 1995.
- (em francês) Lucidité, désespoir et écriture, 2001.
- (em francês) Jean-Paul Sartre et Octave Mirbeau, 2005.
- (em francês) Albert Camus et Octave Mirbeau, 2005.
- (em francês) Octave Mirbeau et le roman, 2005).
- (em francês) Bibliographie d’Octave Mirbeau, 2008.
- (em francês) Les Articles d'Octave Mirbeau, 2009.
- (em francês) Dictionnaire Octave Mirbeau, L'Âge d'Homme, 2011, 1195 páginas.